# شمشیربازی در المپیک تابستانی ۱۹۲۴
شمشیربازی در بازی‌های المپیک تابستانی ۱۹۲۴ نام رویداد ورزش شمشیربازی در بازی‌های المپیک تابستانی بود که در سال ۱۹۲۴ برگزار شد.

## جدول مدال‌ها
| رتبه | کشور                 | طلا | نقره | برنز | مجموع |
| ۱    | فرانسه (FRA)         | ۳   | ۳    | ۰    | ۶     |
| ۲    | بلژیک (BEL)          | ۱   | ۲    | ۱    | ۴     |
| ۳    | مجارستان (HUN)       | ۱   | ۱    | ۲    | ۴     |
| ۴    | دانمارک (DEN)        | ۱   | ۰    | ۱    | ۲     |
| ۴    | ایتالیا (ITA)        | ۱   | ۰    | ۱    | ۲     |
| ۶    | بریتانیای کبیر (GBR) | ۰   | ۱    | ۰    | ۱     |
| ۷    | هلند (NED)           | ۰   | ۰    | ۱    | ۱     |
| ۷    | سوئد (SWE)           | ۰   | ۰    | ۱    | ۱     |

## کشورهای شرکت کننده
- آرژانتین (۱۳) (مردان:۱۳ زنان:۰)
- اتریش (۵) (مردان:۵ زنان:۰)
- بلژیک (۱۹) (مردان:۱۹ زنان:۰)
- شیلی (۱) (مردان:۱ زنان:۰)
- کوبا (۶) (مردان:۶ زنان:۰)
- چکسلواکی (۷) (مردان:۷ زنان:۰)
- دانمارک (۱۱) (مردان:۷ زنان:۴)
- مصر (۳) (مردان:۳ زنان:۰)
- فرانسه (۲۴) (مردان:۲۰ زنان:۴)
- بریتانیای کبیر (۲۰) (مردان:۱۶ زنان:۴)
- یونان (۶) (مردان:۶ زنان:۰)
- مجارستان (۱۰) (مردان:۹ زنان:۱)
- ایتالیا (۱۹) (مردان:۱۹ زنان:۰)
- هلند (۱۷) (مردان:۱۴ زنان:۳)
- نروژ (۴) (مردان:۴ زنان:۰)
- لهستان (۵) (مردان:۴ زنان:۱)
- پرتغال (۱۰) (مردان:۱۰ زنان:۰)
- اسپانیا (۱۳) (مردان:۱۳ زنان:۰)
- سوئد (۹) (مردان:۶ زنان:۳)
- سوئیس (۱۰) (مردان:۷ زنان:۳)
- ترکیه (۱) (مردان:۱ زنان:۰)
- ایالات متحده آمریکا (۲۱) (مردان:۱۹ زنان:۲)
- اروگوئه (۶) (مردان:۶ زنان:۰)